# Schwarzburg-Rudolstadt
Schwarzburg-Rudolstadt var en tysk mikrostat och ett furstendöme som idag utgör ett område inom förbundslandet Thüringen, Tyskland. Huvudstad var Rudolstadt.
Schwarzburg-Rudolstadt uppstod som självständigt grevskap 1599 och blev furstendöme 1697 (även om den dåvarande fursten först 1710 officiellt antog denna nya titel). Fram till tyska revolutionen 1918 regerades Schwarzburg-Rudolstadt av en gren av huset Schwarzburg.

## Geografi och näringsliv
Schwarzburg-Rudolstadt omfattade två tredjedelar av Oberherrschaft (huvudort Rudolstadt) och en tredjedel av Unterherrschaft (huvudort Frankenhausen), utgörande dessa områdens östra del. Areal 941 km2. Den förra delen, särskilt Schwarzadalen och sluttningen av Thüringerwald,
är berömd för sin naturskönhet samt rik på skogar och berg. I den senare märktes bl. a. det berömda
Kyffhäuserberget. Det högsta berget var Wurzelberg
(866 m) i Thüringerwald. De viktigaste floderna var Saale med
Loquitz och Schwarza i Oberherrschaft, Wipper i Unterherrschaft.
Omkring 44 procent av arealen var upptagen av skog, 42 procent var odlat land. De viktigaste näringarna var, i Oberherrschaft:
skogskultur, boskapsskötsel och bergsbruk (järn, koppar, alun, marmor och skiffer), i Unterherrschaft jordbruk samt bergsbruk i mindre skala (huvudsakligen produktion av brunkol
och salt). Bland industrier märktes ylle- och klädesmanufakturer, porslins-, glas- och kemiska fabriker, maskintillverkning m. m.

## Förvaltning
Författningen, av 1854, med en förändring från 1870, var konstitutionellt monarkisk. Lantdagen bestod av 16 ledamöter,
valda på 3 år, därav 4 representanter för de högst beskattade och 12 utsedda genom allmänna val.
De högre dömande instanser var  Oberlandesgericht
i Jena och Landgericht i Rudolstadt.
Schwarzburg-Rudolstadt sände ett ombud till tyska riksdagen och ett till förbundsrådet. Statsinkomster och statsutgifter upptogs för åren 1912-15
till 3 377 718 mark årligen. Statsskulden var vid 1913 års slut 4,5 miljoner, aktiva 1,8 miljoner mark samt matrikularbidrag 1914-15 på 85 000 mark. Avkastningen av de furstliga domänerna användes till bestridande av civillistans utgifter. Furstendömets trupper tillhörde
7:e thüringska infanteriregementet.
Vapnet bestod av den krönta riksörnen, de olika landsdelarnas vapen samt huset Schwarzburgs stamvapen (ett gyllene lejon i blått). Sköldfoten var i silver. Färgerna var vitt och blått.

## Historia
Efter det Tysk-romerska rikets upplösning 1806 inträdde Schwarzburg-Rudolstadt 1807 i det av Napoleon I inrättade Rhenförbundet samt, efter Napoleons fall, 1815 i Tyska förbundet. Året därefter, 1816, fick landet genom furst Fredrik Günther sin första författning. Fredrik Günther lät 1835 även landet gå med i den tyska tullföreningen (Zollverein). Landet ställde sig 1866 på Preussens sida i kriget mot Österrike och ingick efter detta i Nordtyska förbundet, varvid landets militär ställdes under preussisk överhöghet. Från 1871 var landet en av förbundsstaterna i det tyska kejsardömet. Från och med 1909 befann sig landet i personalunion med det besläktade grannfurstendömet Schwarzburg-Sondershausen.
Som resultat av en ekonomisk kris under 1870-talet lyckades den Schwarzburg-Rudolstadska lantdagen i utbyte mot godkännade av högre skatter tillskansa sig en bland tyska furstendömen ovanligt omfattande rösträtt, och som resultat härav blev landet den första förbundsstaten inom Tyska riket som fick en socialdemokratisk lantdagsmajoritet (1911).
Vid den tyska novemberrevolutionen 1918 tvangs den siste fursten, Günther, motvilligt att abdikera och året därpå proklamerades "fristaten Schwarzburg-Rudolstadt", vilken dock blev mycket kortlivad: redan 1920 införlivades den - jämte alla andra tidigare småfurstendömen i Thüringen - i den nybildade fristaten Thüringen.

## Regentlängd

### Grevar (1573) 1599-1697
- (1574) 1599-1605 - Albrekt VII
- 1605-1630 - Karl Günther
- 1630-1646 - Ludvig Günther I
- 1646-1697 - Albrekt Anton (1646-67 under förmyndarskap av sin mor, Emilia av Oldenburg)

### Furstar 1697-1918

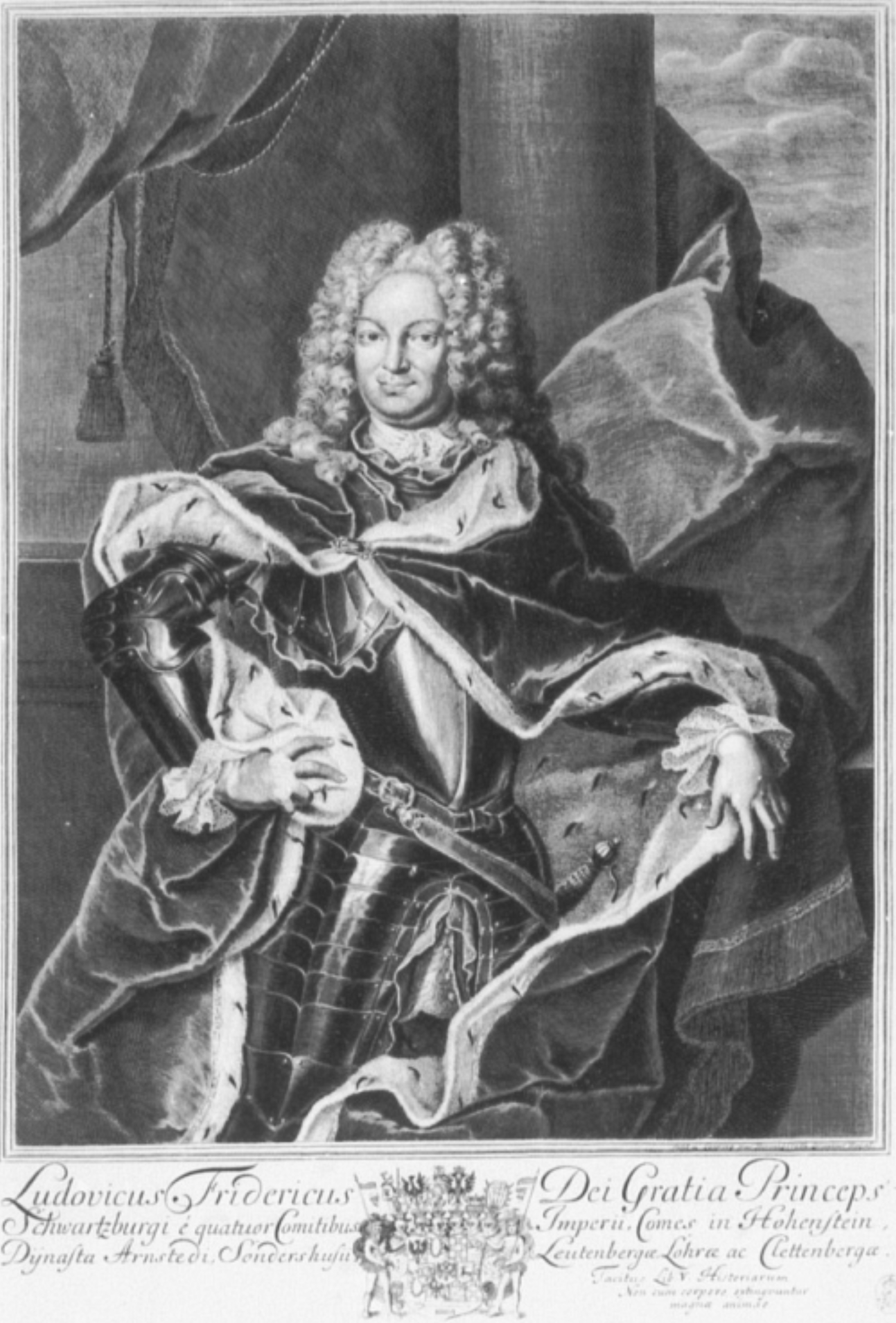
Ludvig Fredrik I, regerande furste 1710-1718.

- 1697-1710 - Albrekt Anton (= ovan)
- 1710-1718 - Ludvig Fredrik I
- 1718-1744 - Fredrik Anton
- 1744-1767 - Johan Fredrik
- 1767-1790 - Ludvig Günther II
- 1790-1793 - Fredrik Karl
- 1793-1807 - Ludvig Fredrik II
- 1807-1867 - Fredrik Günther (1807-1814 under förmyndarskap av sin mor Karoline av Hessen-Homburg)
- 1867-1869 - Albert
- 1869-1890 - Georg
- 1890-1918 - Günther